# ساندرا غولد
ساندرا غولد (بالإنجليزية: Sandra Gould)‏ هي ممثلة أمريكية، ولدت في 23 يوليو 1916 ببروكلين في الولايات المتحدة، وتوفيت في 20 يوليو 1999 في الولايات المتحدة بسبب سكتة.

## أعمال

### مسلسلات
- بيويتشد

## وصلات خارجية
- ساندرا غولد على موقع IMDb (الإنجليزية)
- ساندرا غولد على موقع ألو سيني (الفرنسية)
- ساندرا غولد على موقع أول موفي (الإنجليزية)
- ساندرا غولد على موقع قاعدة بيانات برودواي على الإنترنت (الإنجليزية)
- ساندرا غولد على موقع قاعدة بيانات الأفلام السويدية (السويدية)
- ساندرا غولد على موقع قاعدة بيانات الفيلم (الإنجليزية)
- ساندرا غولد على موقع كينوبويسك (الروسية)